# ۸ دی
۸ دی دویست و هشتاد و چهارمین روز سال در گاه‌شماری خورشیدی است. به پایان سال ۸۱ روز (۸۲ روز در سال کبیسه) باقی‌است.

## مناسبت‌ها
- روز ملی صنعت پتروشیمی
- جشن دی به آذر

## رویدادها
- ۱۲۸۵ - مظفرالدین‌شاه قانون اساسی مشروطه را امضا کرد

## زادروزها
- ۱۲۵۶ - احمد قوام، سیاستمدار
- ۱۳۰۹ - عطاءالله کاملی، دوبلور
- ۱۳۱۳ - فروغ فرخزاد، شاعر

## درگذشتگان
- ۱۳۷۵ - آنیک شفرازیان، بازیگر
- ۱۳۹۵ - دنیا فنی‌زاده، عروسک‌گردان